# あたし天使あなた悪魔
『あたし天使あなた悪魔』（あたしてんしあなたあくま）は、田島みるくによる日本の実録育児コミック作品。および、それを原作としたOVA作品。略称は「あた天」。全4巻。

## 作品の概要
育児雑誌『プチ・タンファン』（婦人生活社・刊）に連載された、作者本人の実体験を綴った、実録子育て漫画である。ちなみに『プチ・タンファン』には、青沼貴子の『ママはぽよぽよザウルスがお好き』も連載されていた。
『プチ・タンファン』が廃刊した後も現在の家族の様子を描いたエッセイ漫画が雑誌を移しながら時々掲載される。

## 単行本
初版は1992年で、全4巻が発売される。2003年から2004年にかけてPHP研究所から新装版が発売された。
第1巻「笑っても怒っても子どもは育つ編」
初版：1992年5月発売、新装版：2003年8月発売
本編
- プロローグ「うちの天使は手がかかる」
- PART1「天使、悪魔になる」
- 第1話「焼き肉屋大騒動」
- 第2話「気がつけば公園狂」
- 第3話「エッチビデオ事件」
- 第4話「ダイエット大作戦」
- 第5話「エステ突撃ルポ」
- 第6話「ことばはじめ」
- 第7話「手が出る足も出る」
- 第8話「うんちく話」
- 第9話「やりたがりこざる」
- 第10話「田島民族大移動」
- 第11話「あっち立てれば…」
- 第12話「ビデオムービー時代だー!」
- 第13話「HOW to ご近所」
- 第14話「そろそろ2人目」
- エピローグ「そんなこんなで戦いは続きます」

マンガでわかる子ども心理学
- その1「反抗期なんかこわくない!」
- その2「叱りすぎない叱り方大研究」

「やっとこ幼稚園編」
新装版：2003年9月20日発売
本編
- 「やっとこ幼稚園の巻」
- 「幼稚園は大忙しの巻」
- 「親は知らないの巻」
- 「遠き道のりの巻」
- 「地獄のお食事タイムの巻」
- 「これでもか検診の巻」
- 「ファミレス大パニックの巻」
- 「へんてこさんが通るの巻」
- 「ちょっとの不注意の巻」
- 「毎日がねしょんべんの巻」
- 「うんちパンツ地獄の巻」
- 「なに食って生きてる?の巻」

番外編
- 「がんばれとうちゃん!」
- 「み～んなで考える子どものしつけ」

きょうだい育児は大騒動!編
新装版：2003年11月発売
本編
- 「運動会は大忙し!の巻」
- 「うちはブタ小屋かァの巻」
- 「人まねごっこの巻」
- 「お風呂てんてこまいの巻」
- 「雨降りぐしゃぐしゃの巻」
- 「春のご旅行の巻」
- 「桃子伝説の巻」
- 「こんなに違う上と下の巻」
- 「お疲れおそうじの巻」
- 「病院に行くふんぎりの巻」
- 「姫はご機嫌ななめの巻」
- 「耳くそ鼻くそ大収穫の巻」
- 「アベさんちの災難の巻」

番外編
- 「子育てママの悲喜怒コモゴモ」
- 「子連れママは、社会性がナイ!!に、反論できる?」
- 「うんちが怖くて、子育てできるかっ。す・か・と・ろ子育てジー」
- 「同居、んっ、もう修業と思うしかない!?」

お役立ち講座
- 「現代ママのどうしよう?をぶっとばせ!」
- 「俊介&日奈子の幼稚園大作戦」
- 「日奈子の小食・偏食対策」

「子どもはみんな個性的編」
新装版：2004年1月16日発売
Part1
- 「菜乃子誕生」
- 「寝なくてもカワイイ」
- 「あーあ、親バカ」
- 「新しい発見」
- 「もっと子連れに愛の手を」
- 「家族ぞろぞろ香港旅行」
- 「ナノちゃんご病気」
- 「ちょっとマジメに兄妹考」
- 「雑食のススメ」
- 「ミルゴロウ王国」
- 「困ったナノちゃん」
- 「おっと危ない!」
- 「ナノジ、保育園に行く」
- 「正しい幼児の飛行機の乗り方」
- 「エーッ、おやじさんがー!」
- 「ナノちゃんとテレビ」
- 「ことばはじめ」
- 「2歳児こだわりの美学」
- 「ナノジ突然豹変す…?」
- 「3人目でもまた悩む」
- 「お葬式」
- 「2人だけのお正月」

Part2
- 番外編「緊急インタビュー いのちの大切さを教えたい」

## 登場人物
お母さん（田島みるく）
本作の主人公。3人の息子と娘達の育児や家事に奮闘する主婦兼漫画家。九州地方出身。
お父さん
田島家の大黒柱。
俊介（しゅんすけ）
長男。
日奈子（ひなこ）
長女。1巻目で妊娠が分かり、2巻目より登場。
菜乃子（なのこ）
次女。3巻目で妊娠が分かり、4巻目より登場。通称「ナノジ」。

## OVA
1995年にOVAとして全2巻が発売された。発売元はコロムビアミュージックエンタテインメント。
1. あたし天使あなた悪魔～焼き肉屋大騒動～ （1995年3月21日発売）
2. あたし天使あなた悪魔～だってヒナコが!～ （1995年6月21日発売）

### 声の出演
- お母さん：清水由貴子
- お父さん：稲葉実
- 北原冬子
- 宮川佳大
- 遠藤章史

### スタッフ
- 原作：田島みるく
- 監督：四分一節子

### 主題歌
CD化はされていない。
『あたし天使あなた悪魔』
歌：清水由貴子